# Resultados do Carnaval de Manaus em 2015

## Grupo Especial
| Pos | Escolas             | Pts   | Enredo                                                                                             | Classificação ou Rebaixamento | Ref   |
| --- | ------------------- | ----- | -------------------------------------------------------------------------------------------------- | ----------------------------- | ----- |
| 1   | Aparecida           | 199,0 | Aquiri - Orgulho do Brasil                                                                         | Tricampeã do Carnaval 2015    | [ 1 ] |
| 2   | Reino Unido         | 198,5 | Construção: Obra-Prima da Humanidade                                                               |                               | [ 1 ] |
| 3   | A Grande Família    | 198,4 | Orixás - A Força que Vem da Natureza                                                               |                               | [ 1 ] |
| 4   | Vitória Régia       | 198,2 | De Nazaré a Conceição no caminho das águas                                                         |                               | [ 1 ] |
| 5   | Unidos do Alvorada  | 198,0 | Saúde, Alegria e Paz. O Resto a Gente corre Atrás                                                  |                               | [ 1 ] |
| 6   | Sem Compromisso     | 197,8 | Lutar sempre, Vencer talvez, Desistir jamais                                                       |                               | [ 1 ] |
| 7   | Andanças de Ciganos | 194,8 | No clamor do seu povo desperta o guerreiro esquecido, Ajuricaba o herói Manaó                      |                               | [ 1 ] |
| 8   | Império da Kamélia  | 194,6 | Luz - Energia que move o mundo                                                                     | Grupo de Acesso A em 2016     | [ 1 ] |
| 9   | Balaku Blaku        | 193,9 | Canta alto cirandeira, com orgulho e amor, conta a historia de Manacapuru, o sonho que se realizou | Grupo de Acesso A em 2016     | [ 1 ] |

## Grupo de Acesso A
| Pos | Escolas                   | Pts   | Enredo                                                                                      | Classificação ou Rebaixamento | Ref   |
| --- | ------------------------- | ----- | ------------------------------------------------------------------------------------------- | ----------------------------- | ----- |
| 1   | Primos da Ilha            | 179,9 | Jander Lemos: A mente cria, o desejo atrai e fé realiza                                     | Grupo Especial em 2016        | [ 1 ] |
| 2   | Beija Flor do Norte       | 178,5 | Japiim é o meu tesouro                                                                      |                               | [ 1 ] |
| 3   | Acadêmicos da Cidade Alta | 175,9 | Os reis da alegria celebram a liberdade cantando e dançando no reino da folia               |                               | [ 1 ] |
| 4   | Dragões do Império        | 174,8 | Kid Mahall: é cultura, é arte, é popular                                                    |                               | [ 1 ] |
| 5   | Império do Hawai          | 171,3 | Sou negro na cor, sou branco na alma, pra falar dos meus ancestrais, canto para meus orixás |                               | [ 1 ] |
| 6   | Unidos do Coophasa        | 170,5 | Vai dar pizza!!!                                                                            | Grupo de Acesso B em 2016     | [ 1 ] |

## Grupo de Acesso B
| Pos | Escolas               | Pts   | Enredo                                                                   | Classificação ou Rebaixamento | Ref   |
| --- | --------------------- | ----- | ------------------------------------------------------------------------ | ----------------------------- | ----- |
| 1   | Vila da Barra         | 179,8 | Dança: a arte, a magia, o sobrenatural. Vila da Barra encanta o carnaval | Grupo de Acesso A em 2016     | [ 1 ] |
| 2   | Meninos Levados       | 178,2 | José Ribamar Raposo: Nascimento e Vida de um Guerreiro                   |                               | [ 1 ] |
| 3   | Unidos da Cidade Nova | 177,9 | Amazonas: jardim dos ritmos, berço de grandes festas                     |                               | [ 1 ] |
| 4   | Presidente Vargas     | 177,2 | Matinha, uma história de amor, cultura e arte                            |                               | [ 1 ] |
| 5   | Mocidade da Raiz      | 177,1 | A Coruja no país do futebol é samba, folia e carnaval                    |                               | [ 1 ] |
| 6   | Ipixuna               | 172,9 | Tributo ao Bom Malandro: o Tigre do Samba                                | Grupo de Acesso C em 2016     | [ 1 ] |

## Grupo de Acesso C
| Pos | Escolas             | Pts  | Enredo                                                                      | Classificação ou Rebaixamento | Ref   |
| --- | ------------------- | ---- | --------------------------------------------------------------------------- | ----------------------------- | ----- |
| 1   | Legião de Bambas    | 89,1 | Quero Paz no Trânsito                                                       | Grupo de Acesso B em 2016     | [ 1 ] |
| 2   | Mocidade do Coroado | 89,0 | Playboy: apoteose e glória das beldades no carnaval                         |                               | [ 1 ] |
| 3   | Império do Mauá     | 88,1 | De caboclo resistente a soldado de luta, Platiny Soares, nos braços do povo |                               | [ 1 ] |
| 4   | Leões do Barão Açú  | 87,9 | Sou Leão, sou Boulevard, sou tradição….há 28 anos contagiando o povão       |                               | [ 1 ] |
| 5   | Gaviões do Parque   | 86,9 | Parque Dez, de um grande Balneário ao crescimento urbano e comercial        |                               | [ 1 ] |